# Churidar
A churidar egyfajta szorosabb nadrág, amelyet nők és férfiak egyaránt hordanak Dél- és Közép-Ázsiában. A salwar nadrág egyik variánsa.

## Jellemzése
Míg a salwar–nak széles szabású a teteje és szűk a bokánál, addig a churidar hirtelen szűkül, hogy felfedje a láb körvonalait. A nadrág anyaga keresztben szabott, amitől természetesen sztreccses lesz. Hosszára rá van hagyva, így egy szorosabb, gombolható nadrághajtókával végződik. A bokánál ráncolódó anyag olyan benyomást kelt, mintha bokaláncokat viselne az illető – innen a szó eredete is (churidar annyit tesz mint bokaperec-szerű; churi-bokaperec; dar-szerű ). A plusz anyagmennyiség teszi lehetővé a nadrág viselőjének a kényelmes ülést és egyben azt is, hogy hajlítani tudja a lábát.

## Viselése

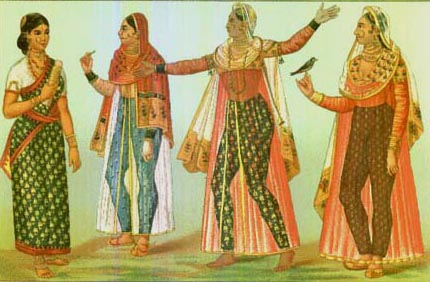
Indiai nők a 19. századból, akik churidar nadrágot viselnek átlátszó szoknyával

A churidar-hoz kameezt vagy kurtát hordanak, de szintén lehet tartozéka egy szoknya-felső együttesnek, mint ahogy a képen látható.
A hagyományosan öltözködő kathak táncosok Észak-Indiából még mindig churidart viselnek széles szoknyával és szoros felsővel, részben azért, hogy mikor forognak, látható legyen a lábuk körvonala – mint ahogy sok bollywoodi filmben is látható, ahol kathak táncosok szerepelnek.
Többek között a churidar ihlette a Nyugaton először az 1960-as években elterjedt stretch-nadrágot.